# Mistrzostwa Europy w Lekkoatletyce 1971 – pięciobój kobiet

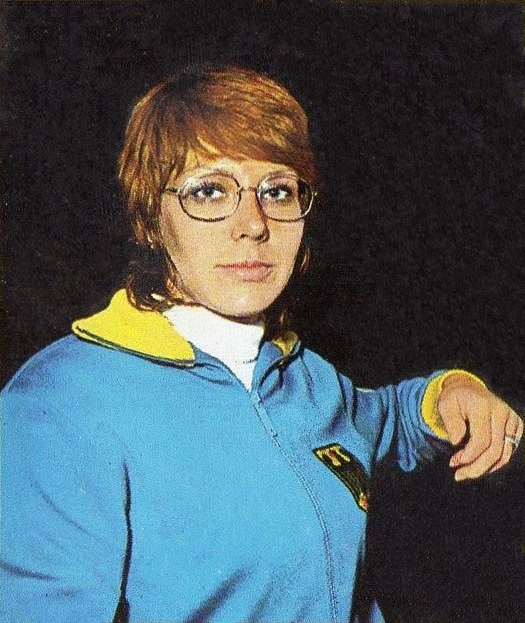
Heide Rosendahl

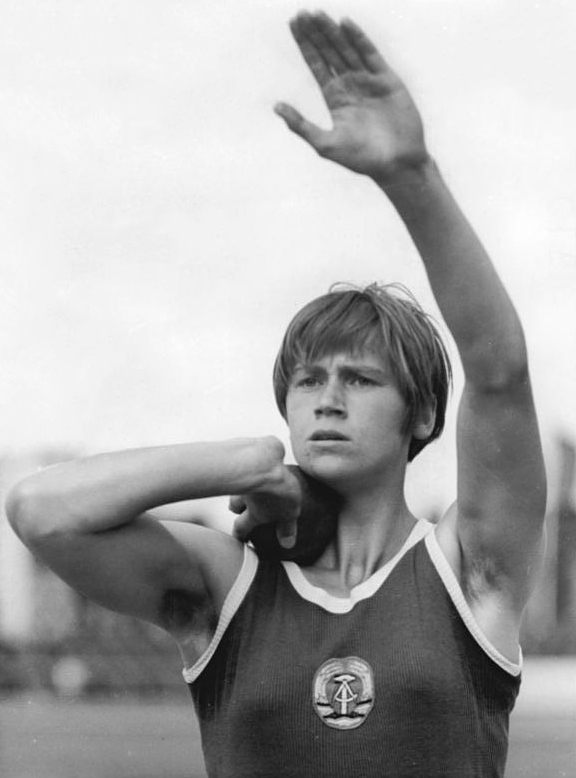
Burglinde Pollak

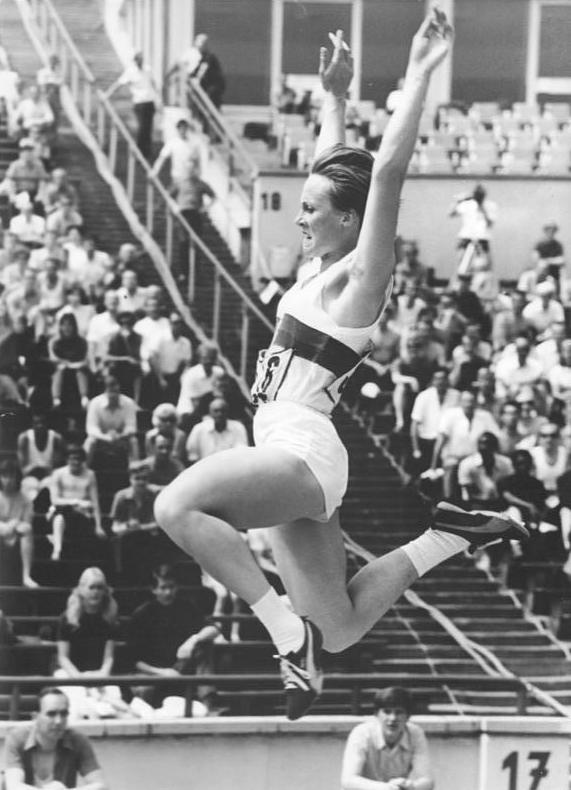
Margrit Herbst

Pięciobój kobiet był jedną z konkurencji rozgrywanych podczas X Mistrzostw Europy w Helsinkach. Został rozegrany 13 i 14 sierpnia 1971 roku. Zwyciężczynią tej konkurencji została reprezentantka RFN Heide Rosendahl. W rywalizacji wzięły udział dwadzieścia dwie zawodniczki z trzynastu reprezentacji.

## Rekordy
| Rekord świata     | Burglinde Pollak (GDR) | 4775 (5406) | Erfurt, NRD   | 05-06.09.1970 |
| Rekord Europy     | Burglinde Pollak (GDR) | 4775 (5406) | Erfurt, NRD   | 05-06.09.1970 |
| Rekord mistrzostw | Liese Prokop (AUT)     | 4419 (5030) | Ateny, Grecja | 17-18.09.1969 |

## Wyniki
| Poz. | Zawodniczka           | Punkty         | 100 m ppł | Kula    | Wzwyż  | W dal    | 200 m   |
| ---- | --------------------- | -------------- | --------- | ------- | ------ | -------- | ------- |
| 1    | Heide Rosendahl       | 4675 (5299) CR | 13,52 s   | 13,70 m | 1,68 m | 6,69 m   | 23,80 s |
| 2    | Burglinde Pollak      | 4638 (5275)    | 13,34 s   | 16,11 m | 1,64 m | 6,10 m w | 24,11 s |
| 3    | Margrit Herbst        | 4570 (5179)    | 13,56 s   | 13,96 m | 1,64 m | 6,50 m   | 24,17 s |
| 4    | Karen Mack            | 4443 (5052)    | 13,91 s   | 12,78 m | 1,74 m | 6,01 m   | 24,22 s |
| 5    | Walentina Tichomirowa | 4375 (4986)    | 14,04 s   | 13,84 m | 1,64 m | 6,34 m w | 25,19 s |
| 6    | Odette Ducas          | 4330 (4926)    | 14,53 s   | 12,53 m | 1,66 m | 6,50 m w | 24,75 s |
| 7    | Tatjana Kondraszowa   | 4289 (4887)    | 13,77 s   | 12,70 m | 1,62 m | 5,93 m   | 24,21 s |
| 8    | Margit Papp           | 4244 (4833)    | 14,71 s   | 13,36 m | 1,76 m | 6,10 m   | 26,26 s |
| 9    | Đurđa Fočić           | 4209 (4798)    | 13,97 s   | 11,36 m | 1,70 m | 6,00 m   | 25,32 s |
| 10   | Margot Eppinger       | 4188 (4786)    | 14,24 s   | 12,11 m | 1,60 m | 6,14 m   | 24,90 s |
| 11   | Miep van Beek         | 4157 (4775)    | 14,02 s   | 12,23 m | 1,66 m | 5,73 m   | 25,31 s |
| 12   | Miroslava Březíková   | 4162 (4754)    | 14,73 s   | 11,76 m | 1,70 m | 6,18 m   | 25,54 s |
| 13   | Mieke Sterk           | 4155 (4752)    | 13,81 s   | 11,19 m | 1,64 m | 5,80 m   | 24,84 s |
| 14   | Jitka Birnbaumová     | 4101 (4702)    | 14,12 s   | 12,79 m | 1,50 m | 5,95 m   | 24,82 s |
| 15   | Kathrin Lardi         | 4111 (4693)    | 14,67 s   | 11,73 m | 1,72 m | 5,79 m   | 25,42 s |
| 16   | Roswitha Emonts-Gast  | 4005 (4578)    | 14,46 s   | 11,40 m | 1,72 m | 6,75 m w | 26,67 s |
| 17   | Florence Picaut       | 3967 (4541)    | 14,76 s   | 11,63 m | 1,66 m | 5,88 m   | 26,52 s |
| 18   | Dorit Würger          | 3931 (4506)    | 14,79 s   | 11,61 m | 1,64 m | 5,72 m   | 26,22 s |
| 19   | Hannele Harju         | 3721 (4279)    | 15,20 s   | 9,35 m  | 1,52 m | 6,11 m w | 25,88 s |
| 20   | Monique Bantegny      | 3082 (3575)    | 14,76 s   | 11,34 m | 1,62 m | NM       | 25,83 s |
| –    | Monika Peikert        | DNF            | 14,20 s   | 13,91 m | 1,72 m | 5,64 m   | –       |
| –    | Nediałka Angełowa     | DNF            | 14,25 s   | 13,46 m | 1,58 m | –        | –       |